# Ensemble Ehemaliger Ortskern Forstenried

Historischer Ortskern von Forstenried

Das Ensemble Ehemaliger Ortskern Forstenried ist ein denkmalgeschütztes Bauensemble in München.

## Lage
Das Ensemble liegt im Münchner Stadtteil Forstenried und erstreckt sich entlang der Forstenrieder Allee, der alten Verbindungsstraße zwischen München und Starnberg, beidseitig der Kreuzung mit dem Straßenzug Herterichstraße/Liesl-Karlstadt-Straße, der Verbindungsstraße zwischen Solln und Neuried. Es umfasst den historischen Ortskern des Dorfs Forstenried, das 1818 eine eigenständige politische Gemeinde wurde, die 1912 nach München eingemeindet wurde. 
Die Westgrenze des Ensembles ist durch die westlichen Grundstücksgrenzen der geradzahligen Anwesen Forstenrieder Allee 176 bis 204 gebildet, die Ostgrenze durch die östlichen Grundstücksgrenzen der ungeradzahligen Anwesen Forstenrieder Allee 173 bis 203 und Herterichstraße 174.

## Beschreibung
Das Gebiet des sich entlang der Verbindungsstraße nach Starnberg erstreckenden Straßendorfs Forstenried war bis ins 19. Jahrhundert hinein ungefähr auf den Bereich des Ensembles und die daran angrenzenden Felder beschränkt. Die Kirche Heilig Kreuz und ein größerer Bestand ehemals bäuerlicher Anwesen aus dem 18. und 19. Jahrhundert halten zusammen die Erinnerung an das ehemals charakteristische, dörfliche Raumbild wach. Dazu trägt auch bei, dass selbst einige neu errichtete Häuser nach altem Vorbild giebelständig angeordnet sind. 
Prägend für das Ortsbild ist vor allem die Baugruppe aus der Kirche, dem Pfarrhaus, dem ehemaligen Forsthaus und dem schräg gegenüber an der Kreuzung liegenden Gasthof.

## Einzelbaudenkmäler
Neben dem Ensembleschutz sind mehrere Bauwerke des Ensembles auch einzeln als Baudenkmal in die Bayerische Denkmalliste eingetragen. Dazu zählen vor allem die Pfarrkirche Heilig Kreuz mit dem sie umgebenden Friedhof, das Forsthaus Forstenried, der Derzbachhof, das Alte Schulhaus, der Gasthof Alter Wirt, der ehemalige Gasthof zur Post und das Kriegerdenkmal. Weitere Baudenkmäler sind die Häuser Forstenrieder Allee 186, 191 und 193 sowie Liesl-Karlstadt-Straße 1.

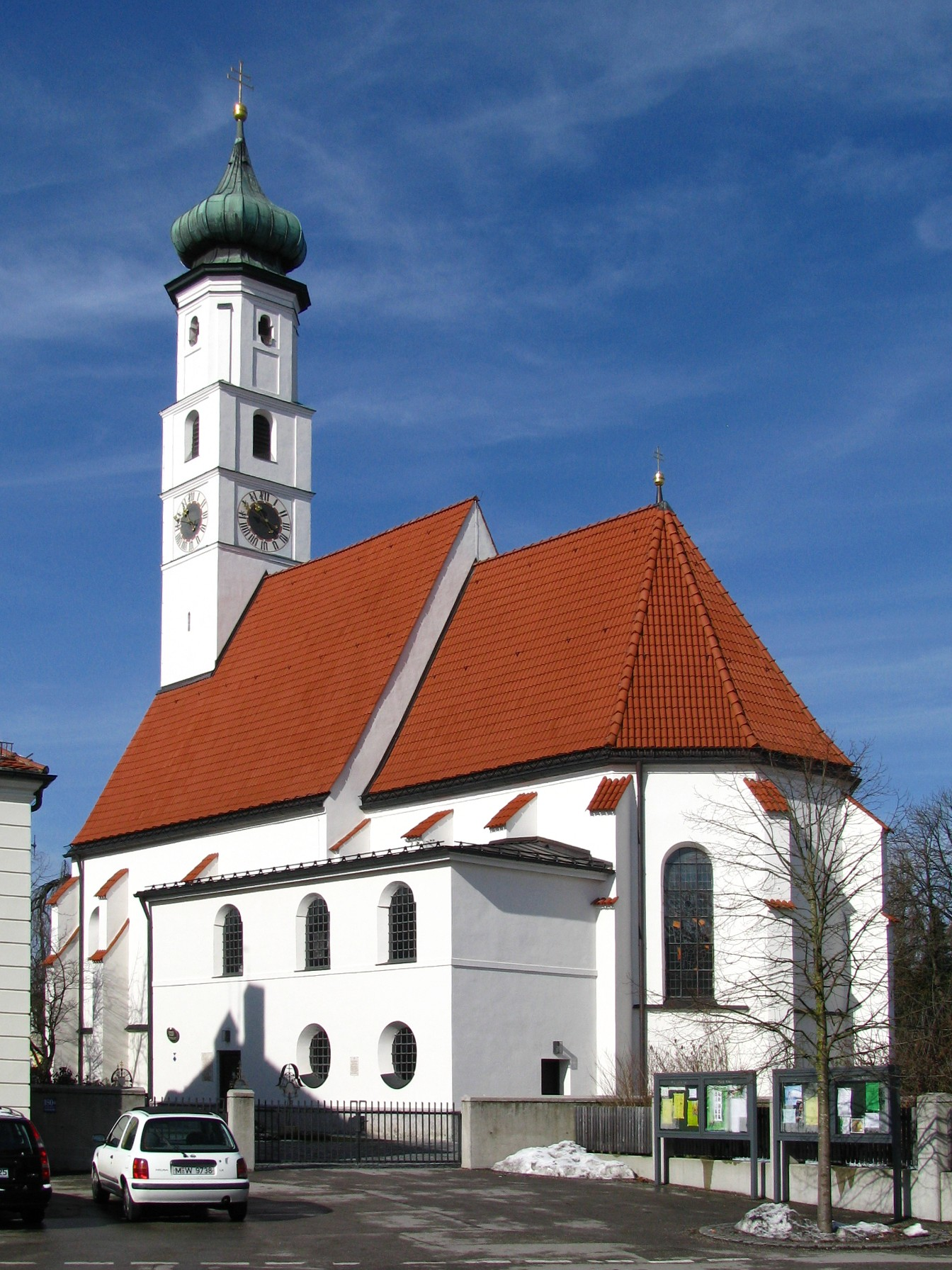
Heilig Kreuz
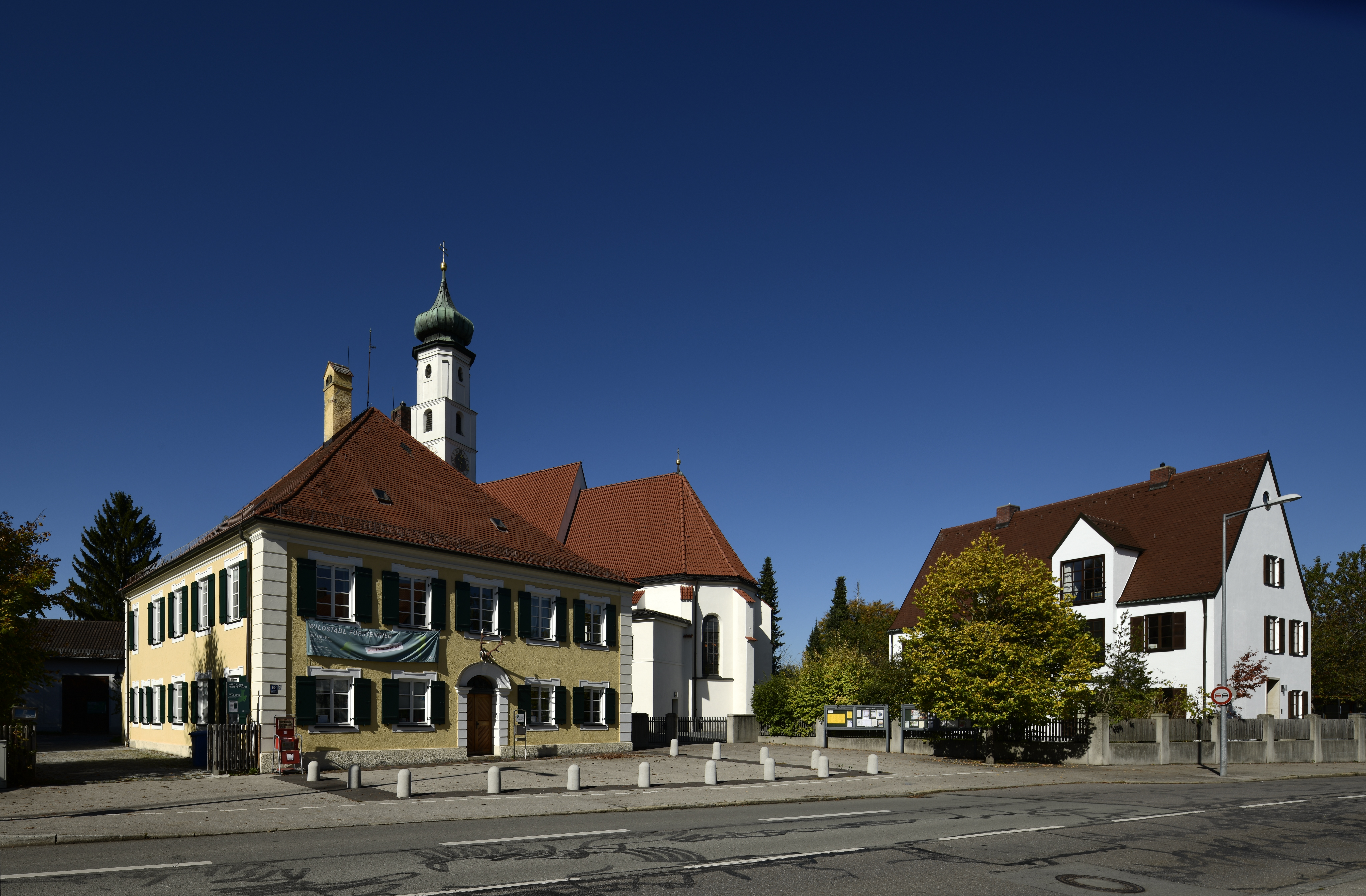
Forsthaus, Kirche und Pfarrhaus
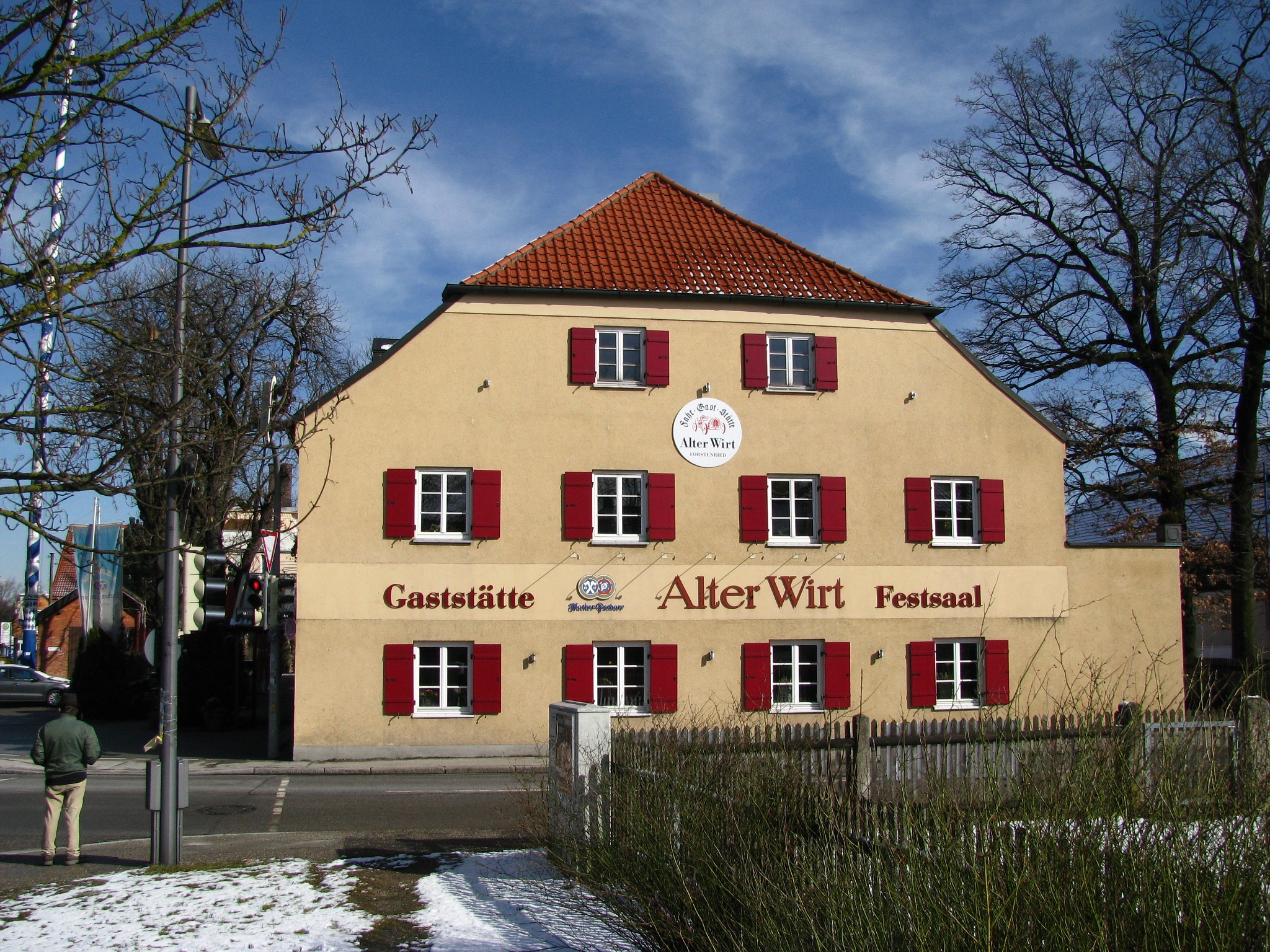
Alter Wirt
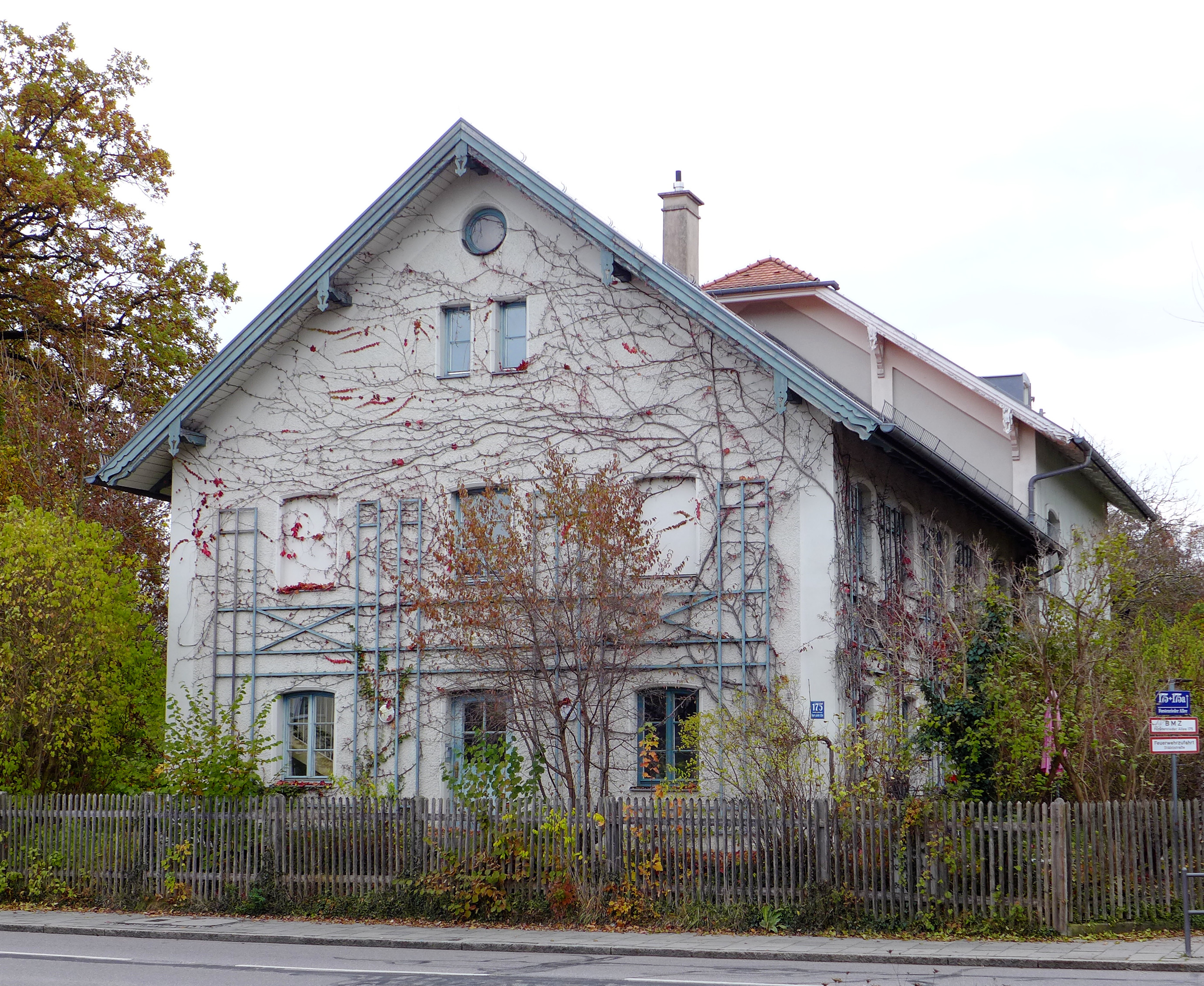
Altes Schulhaus
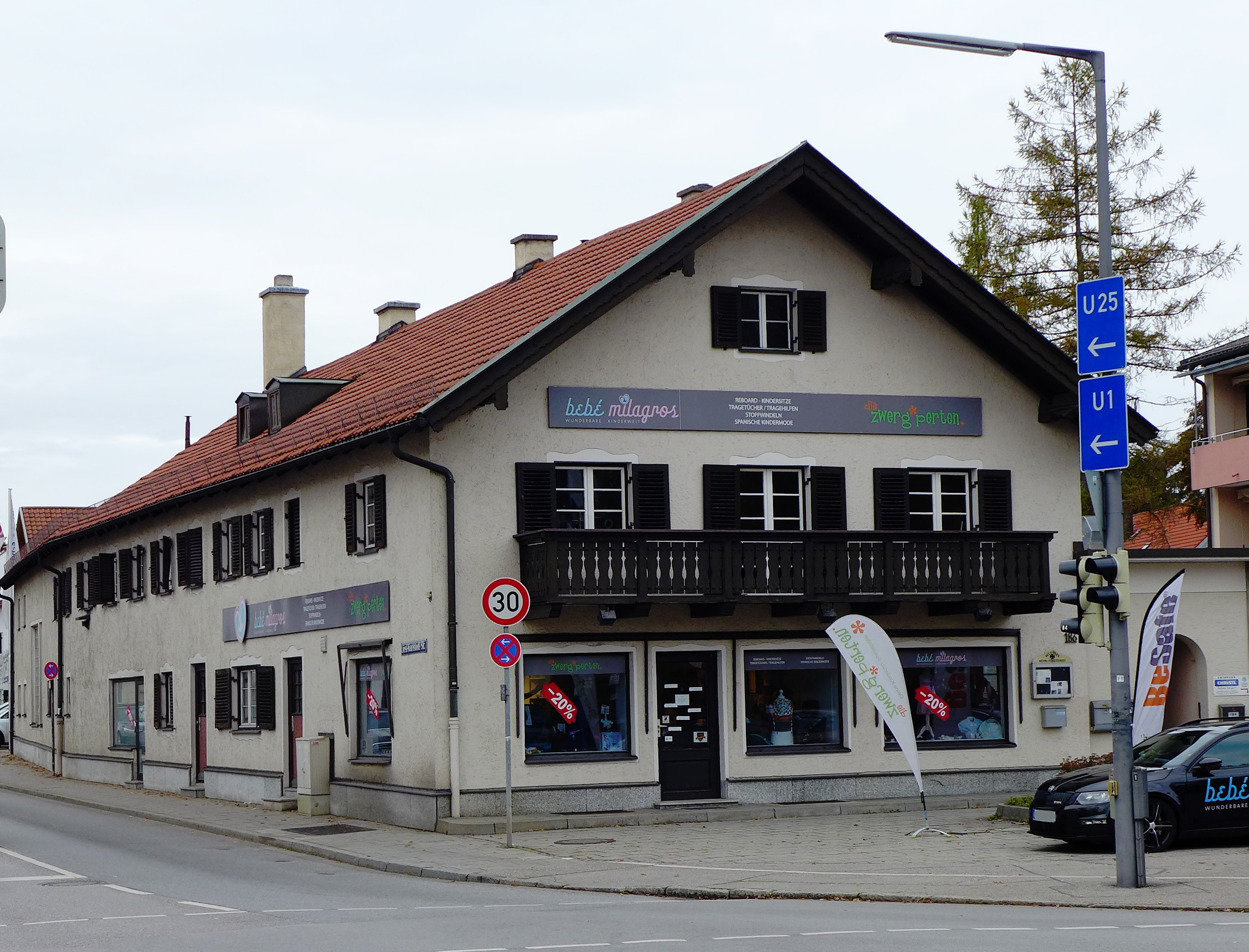
Forstenrieder Allee 186